# Miroslav Rožić
Miroslav Rožić (Zagreb, 31. kolovoza 1956.), hrvatski biolog i političar. 

## Životopis
Rodio se 1956. u Zagrebu. U rodnom gradu završio je osnovnu školu i gimnaziju te Prirodoslovno-matematički fakultet, na kom je diplomirao za inženjera biologije, a magistrirao 1986. godine. Strukovno se je usavršavao u Münchenu i Beču.
Radio je u Zavodu za animalnu fiziologiju zagrebačkog PMF-a i u općoj bolnici »Dr. Josip Kajfeš«.
Dragovoljac je Domovinskog rata. Odlikovanjem je hrvatskim trolistom za hrabrost.
Član je Hrvatsko-američkog društva, predsjednik i osnivač Hrvatskog konjičkog poola (HKP), bio je član izvršnog odbora GNK Dinamo Zagreb.

## Politička karijera
Bio je član nekoliko stranaka. Prvo je bio u HSLS-u, zatim u HSP-u, kad se najviše i čulo za njega, a od 1. listopada 2009. godine je u HSS-u. U petom sazivu Hrvatskog sabora bio je nezavisni zastupnik, nakon što je 24. rujna 2007. podnio ostavku na članstvo u Hrvatskoj stranci prava.
U Gradskoj skupštini Grada Zagreba bio je zastupnik u četiri mandata, od 1995. do 2009. godine. Od 
2005. do 2008. bio je potpredsjednik Gradske skupštine Grada Zagreba.
Od 1997. do 2001. godine bio je zastupnik Županijskog doma Sabora Republike Hrvatske. 
U četvrtom sazivu Hrvatskog državnog sabora (od 2001. do 2004. godine) bio je zastupnik Zastupničkog doma Hrvatskog Državnog Sabora. Izabran je na listi lista Hrvatske stranke prava i Hrvatske kršćanske demokratske unije u IX. izbornoj jedinici, a mijenjao je zastupnika Borisa Kandarea. bio je zastupnik u Hrvatskom državnom saboru.
U Petom sazivu Hrvatskog sabora (od 2004. do 2008.) bio je izabran u 7. izbornoj jedinici. Ušao je s lista Hrvatske stranke prava. Kraj mandata dočekao je kao nezavisni zastupnik.
Bio je članom nekoliko saborskih odbora: za vanjsku politiku, za obitelj, mladež i šport, za međuparlamentarnu suradnju, zatim članom Izaslanstva Hrvatskoga sabora u Zajedničkom parlamentarnom odboru RH-EU te zamjenik člana Izaslanstva Hrvatskoga sabora u Parlamentarnoj skupštini Organizacije za europsku sigurnost i suradnju. Član nekoliko parlamentarnih društava prijateljstva i predsjednik Hrvatkog-irskog parlamentarnog društva prijateljstva. 
Predložio je više od 60 prijedloga zakona i inih akata Hrvatskog sabora, među kojima su i Zakon o lustraciji, Zakon o sukobu interesa, Zakon o zabrani GMO-a, Zakon o proglašenju gospodarskog pojasa u Jadranskom moru te Zakon o primopredaji vlasti.